# Гедеон (Вихров)
Гедеон Вихров (ум. 1875) — иеромонах Троице-Сергиевой лавры Московской епархии Русской православной церкви.
Образование получил в Калужской духовной семинарии, в 1840 году поступил в Троице-Сергиеву лавру. 
Будучи помощником лаврского ризничего, составил описи церковные, ризничные и монастырских имуществ лавры, а под конец жизни — лаврский некрополь, изданный уже после его смерти в дополненном виде под заглавием: «Список погребенных в Троицкой Сергиевой лавре» (Москва, 1880). 
Гедеон Вихров умер 9 марта 1875 года на 61-м году жизни и был погребён в лавре при церкви Смоленской Божией Матери.